# Verklista för Sofija Gubajdulina
Verklista för Sofija Gubajdulina.

## Cello
- Ten Preludes för solo cello (1974)

## Pianoverk
- Chaconne (1962)
- Pianosonat (1965)
- Musical Toys, 14 stycken för barn (1969)
- Toccata-Troncata (1971)
- Invention (1974)

## Orgel
- Hell und Dunkel för orgel (1976)

## Duetter
- Rumore e silenzio för slagverk och cembalo (1974)
- Sonat för kontrabas och piano (1975)
- Two Ballads för två trumpeter och piano (1976)
- Lied ohne Worte för trumpet och piano (1977)
- Duosonat för 2 fagotter (1977)
- Lamento för tuba och piano (1977)
- In Croce för cello och orgel (1979), för bajan och cello (1991)
- Rejoice, sonat för violin och cello (1981)
- Allegro Rustico: Klänge des Waldes för flöjt och piano (1993)

## Trio
- Trio för 3 trumpeter (1976)
- Sieben Worte för cello, bajan och stråkar (1982)
- Quasi hoquetus för viola, fagott och piano (1984)
- Stråktrio (1988)
- Silenzio för bajan, violin och cello (1991)

## Kvartetter
- Stråkkvartett nr 1 (1971)
- Stråkkvartett nr 2 (1987)
- Stråkkvartett nr 3 (1987)
- Stråkkvartett nr 4 med tape (1993)
- Reflections on the theme B-A-C-H för stråkkvartett (2002)
- Quaternion för cellokvartett (1996)

## Kvintetter
- Kvintett för piano, 2 violiner, viola och cello (1957)